# 閹割

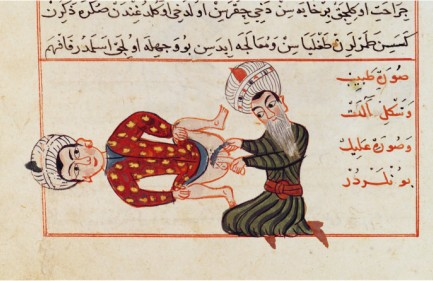
15世纪奥斯曼帝国医学插图，作者为谢拉夫丁·萨本久奥卢，描绘了去势手术

閹割或作去勢、骟，通常是指將男性人類或雄性動物的生殖器切除，使之無法性行为和生育的手段。广义上也包括通过任何手段（包括手术、化学物质或其他方法）使男性失去睾丸功能的行为。手术阉割是指双侧睾丸切除术（切除两个睾丸），也包括绳繫法、锤骟和注射药剂破坏器官机能等。而化学阉割则是使用药物抑制睾丸的功能（通常是可以恢复的）。阉割会大大减少雄性激素的产生，如睾酮。手术阉割会导致绝育（永久防止被去势的人或动物繁殖）。
在动物中，手术阉割通常称为绝育。动物的绝育旨在促进动物或其习性的理想发展，作为镇欲剂或防止过度繁殖。
阉割也可以用于女性人类和动物，包括将女性生殖器官如卵巢、子宮移出個體外，或者通过注射药剂到生殖器官，破坏生殖器官机能。
术语“阉割”有时也用来指同时去除睾丸和阴茎。在某些文化中和某些翻译中，切除睾丸和切除阴茎的用词有所区别。如在英语中，只去除睾丸被称为“castration”，同时切除睾丸和阴茎被称为“emasculation”。
在人類歷史或不同的文化體系裡，基於宗教或社會需要都曾出現閹割這種行為，特別在中世紀的歐洲、中国、印度、中東和非洲較多。在戰後，勝方會以閹割敵方來象徵自己的勝利和消弱對方的力量，或把他們變成宦官留在宮中服侍貴族。

## 历史

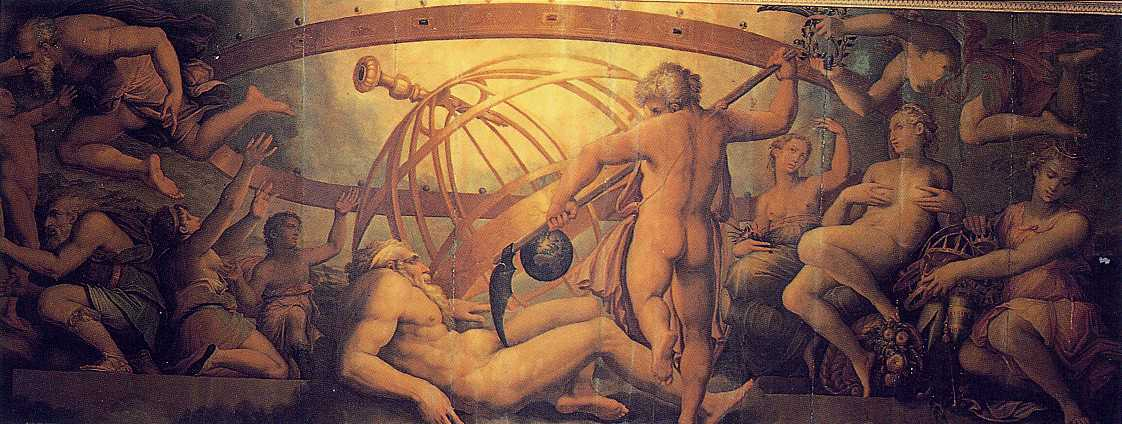
《乌拉诺斯的去势》：瓦萨里和克里斯托法诺·盖拉尔迪绘制的壁画（约1560年，佛罗伦萨的维奇奥宫Cosimo I 大厅）

阉割可能在新石器时代出现，作为对动物饲养、人口增加和人口专业化的回应。
对于前列腺癌的病例，可以进行双侧睾丸切除术或化学阉割。 减少睾酮治疗（包括双侧睾丸切除术或化学阉割）被用来减缓癌症的发展。对于睾丸癌，最常见的治疗方法是单侧或双侧睾丸切除术（称为睾丸切除术）。
在美国，阉割也被用作某些性犯罪者避免监禁的一种方式。 它可以大大减少那些具有性驱动力、性迷恋或性行为（或任何被视为偏离规范的组合）的人的性欲或兴趣。
在战争历史上，强制阉割有时被用作一方对敌方进行折磨或打击士气的手段。 它被用来消灭敌方的男性血统，从而使胜利者能够性占有被击败群体的女性。

### 非洲和中东

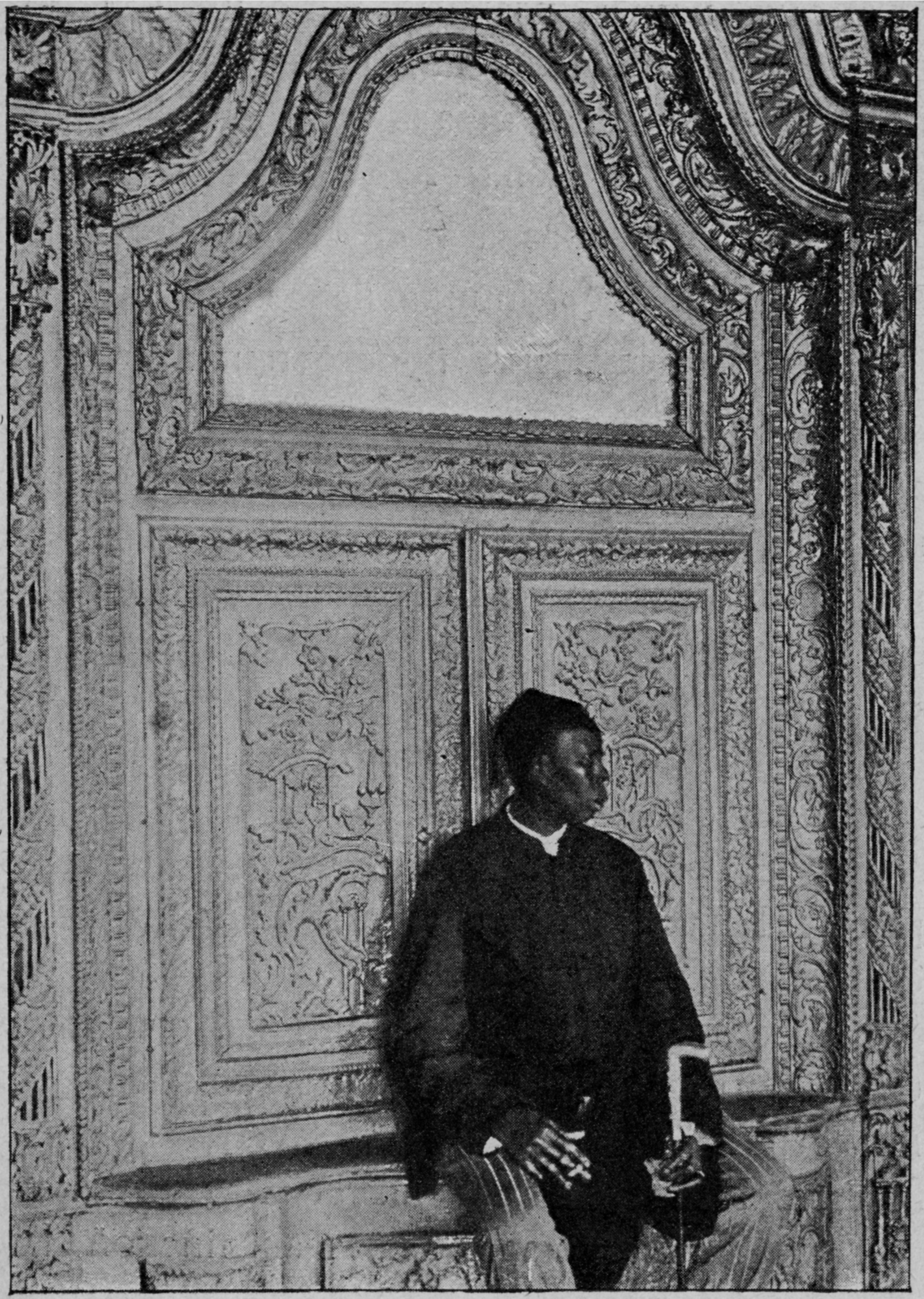
奥斯曼帝国皇帝阿卜杜勒哈米德二世的首席太监 (1912年)

在13个世纪的阿拉伯奴隶贸易期间，数不清的非洲人被奴役并被运往中东。
“10世纪初，巴格达哈里发的宫殿中有7000名黑人太监和4000名白人太监。” 阿拉伯奴隶贸易通常涉及阉割男性奴隶的买卖。黑男孩在八到十二岁时会被完全切除阴囊和阴茎。据报道，大约三分之二的男孩会死亡，但幸存者的价格很高。

### 欧洲

#### 奴隶制
阉割奴隶（被阉割的男性）的做法在古典和罗马时代就已存在，并延续到了中世纪。在10世纪，法国韦尔登和西班牙的贝坎（佩奇纳）的奴隶贩子会阉割俘虏，这些俘虏随后被奴役为安达卢斯的后宫侍卫。

#### 惩罚
爱德华·吉本的《罗马帝国衰亡史》报告了在10世纪意大利战争中，由卡梅里诺和斯波莱托的法兰克侯爵第一代斯波莱托侯爵特奥巴尔德对战败的拜占庭希腊人实施的阉割。 吉本还提到了12世纪的一件事，这件事记载在威廉·菲茨斯蒂芬的《圣托马斯传》（Vita Sancti Thomae）中，其中安茹伯爵乔弗里为了惩罚桑斯主教座堂教堂成员的违抗，阉割了他们。 在中世纪的格鲁吉亚王国，12世纪的觊觎王位者德姆纳被他的叔叔格鲁吉亚国王乔治三世阉割，以确保乔治家族分支的主导地位。 另一位被阉割的受害者是12世纪的法国中世纪哲学家、学者、教师和（后来的）修士皮埃尔·阿贝拉尔。他被其情人艾洛伊丝的亲属阉割。 12世纪的英国冒险家和苏格兰海岸入侵者威蒙德主教在失去权力斗争后被弄瞎并阉割。 在中世纪的英格兰，被判犯有叛国罪的男子会被绞死、开膛破肚并肢解，其中常包括去势（移除生殖器）。

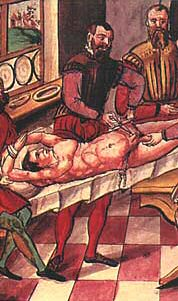
16世纪作为惩罚的阉割程序

#### 现代时期
Wim Deetman 因在他的关于罗马天主教会性虐待的报告中排除了阉割的证据而受到荷兰议会的批评。 在1950年代，据称有十名儿童因举报天主教神父的性虐待而被“惩罚”阉割。Deetman委员会因举报者承认事件是猜测而拒绝了这一说法。
在西班牙，直到1983年刑法改革之前，一项反对阉割的法律被用来拒绝变性人的性别重置手术。

### 中国
根据传说，在中国传说中的舜帝和禹帝统治期间（公元前2281年），阉割作为一种惩罚（宫刑）被纳入法律，并一直持续到唐高祖（618-626年）统治时期。然而，在他的统治之后，这种做法仍然存在。 据历史学家记载，它在周朝时期被纳入中国法律。 它是中国可以合法对罪犯施加的五种体罚之一。
中国的阉割记录可以追溯到商朝（约公元前1700年-1050年），当时商王对战俘进行阉割。
在周穆王（公元前10世纪）统治期间，司寇大臣吕侯在公元前950年改革法律，使人们更容易被判处宫刑而不是死刑。 在中国存在这种做法的整个时期，不仅睾丸被移除，而且阉割还包括切除整个生殖器。两器官会同时被用刀切除。
在秦朝（公元前221-206年），男人被阉割并成为国家奴隶，被迫为项目如兵马俑进行强制劳动。 秦政府没收了强奸犯的财产，并将其家人奴役，这些强奸犯被判阉割作为惩罚。 在汉朝，受到阉割惩罚的男子也被用作奴隶劳动。
在汉朝（公元前206年-公元220年），阉割继续作为对各种罪行的惩罚。 中国历史学家司马迁因对汉帝表达异议而被阉割。 另一起事件中，包括一名首席书记员及其下属在内的多名人员被阉割。
在明朝（1368-1644年）早期，中国要求朝鲜作为贡品送来太监。其中一些人负责监督中国皇帝后宫中的朝鲜妃嫔。
中国推翻蒙古统治后，许多蒙古俘虏被阉割并成为太监。 当明朝军队在1382年最终从蒙古人手中夺回云南时，成千上万的俘虏被杀，据当时的战争习俗，他们的幼子（包括郑和）被阉割。
在明朝苗族起义期间，中国指挥官在苗族部落叛乱时阉割了数千名苗族男孩，然后将他们作为礼物分发给各种官员。
在明朝末期，约有7万名太监（宦官，或太监）为皇帝服务，其中一些在紫禁城内任职。
中国最后一位皇帝太监是孙耀庭，他于1996年去世。

#### 中国的非汉族
契丹人从中国采用了使用太监的做法，而使用的太监则是非契丹的战俘。契丹人是一个草原游牧民族，原本在文化中没有太监的存在。 当契丹建立辽朝时，他们发展了包含嫔妃和妻子的后宫制度，并采用太监作为其中的一部分。所有被捕的太监都是来自中原的汉族人，来自两个来源：一个来源是契丹人在入侵后晋时俘获了已经在晋廷为太监的汉族人；另一个来源是在他们与中国宋朝的战争期间，契丹会袭击中国，俘虏汉族男孩作为战俘，并将其阉割成为太监。对俘虏的汉族男孩进行阉割，保证了辽朝后宫有持续的太监供应。太后萧绰（承天）在捕获和阉割男孩的突袭中发挥了重要作用。
承天在982年30岁时以摄政的身份掌权，有报道称她在986年亲自率领自己的军队对抗宋朝的中国人。她的军队在战斗中击败了他们， 并追击撤退的中国军队。然后，她下令对约100名在中国俘虏的汉族男孩进行阉割，以补充契丹的太监供应，其中包括王继恩。这些男孩都在十岁以下，并因其相貌俊美而被挑选出来。
《辽史》在王继恩的传记中描述并赞扬了太后萧绰俘获并大规模阉割汉族男孩的行为。
有传说称，蒙古的成吉思汗被一位党项公主用刀阉割，这位公主想报复他对党项人的待遇并阻止他强奸她。
在清朝（1644–1911年），叛军阿古柏的儿子和孙子们在中国都被判处阉割。阿古柏家族的幸存成员包括他的四个儿子、四个孙辈（两个孙子和两个孙女）以及四个妻子。他们要么在甘肃兰州的监狱中死亡，要么被中国人杀死。他的儿子伊玛库利、卡提库利、麦提库利和孙子艾桑阿洪是1879年唯一的幸存者。他们都是未成年儿童，并被审判，如果他们被判有参与父亲的叛乱“煽动罪”，将被判处极刑，如果他们被证明无罪，则被判处阉割，并在11岁时作为太监奴隶交给中国军队，由皇室处理或执行阉割。 尽管有些消息称阉割的判决已执行，但来自美国国务院和事件中的活动人士的官方消息称，阿古柏的儿子和孙子们的判决被改为终身监禁，并提供了一笔基金用于他们的支持。

### 朝鲜
朝鲜的太监，称为內侍（Naesi），是传统朝鲜社会中为国王和其他皇室服务的官员。关于朝鲜太监的首次记录出现在《高丽史》，这是一本关于高丽时期的编年史。1392年，随着朝鲜王朝的建立，内侍制度进行了修订，并将该部门更名为“内侍府”（내시부）。
内侍系统包括两个等级，分别是尙膳（상선，Sangseon，“内侍的首领”），拥有二品官衔，以及内官（Naegwan，“普通内侍官员”），两者都是官员等级。朝鲜王朝时期，总共有140名内侍为宫廷服务。他们每月还需参加儒家考试。 内侍制度在甲午改革后于1894年废除。
据传说，阉割的过程是用人类的粪便涂抹男孩的生殖器，然后让狗将其咬掉。 在元朝时期，太监成为进贡的热门商品，狗咬被更先进的手术技术所取代。

### 越南
越南采用了中国的太监制度和阉割技术。记录显示，越南的阉割过程非常痛苦，整个生殖器包括阴茎和睾丸都被锋利的刀或金属片切掉。 年轻男子的双腿和腹部会被捆绑住，其他人会将他按在桌子上。生殖器会用胡椒水清洗，然后切掉。接着会在尿道插入一根管子，以便在愈合期间排尿。 许多越南太监是为了进入宫廷和掌握权力而自愿进行阉割的。在其他情况下，他们可能会被用于支付费用而进行阉割。他们在许多领域工作，从监督公共工程，到调查犯罪，再到宣读公共公告。
李常杰是李朝（1009-1225年）时期著名的太监将军。
陈朝在1383年、1384年和1385年多次向明朝进贡越南男太监。 阮道、阮全、主家和吴进是几个被送到中国的越南太监之一。
在第四次越南北属时期，永乐皇帝统治下的明朝在选定许多年轻的越南男孩为太监，他们因长相英俊和能力出众而被选中，并被带到南京成为太监。其中包括建筑师阮安和阮浪（Nguyen Lang）。 越南是永乐朝廷中众多不同来源太监之一。 在北京负责京营的太监中，有一位叫行安的越南人。
在黎朝时期，越南皇帝黎圣宗在与外国包括中国的关系中采取了强硬态度。他统治期间，广东和越南之间的贸易繁荣。早期记录表明，越南人俘虏了那些被风吹离航线的中国船只，并扣押了他们。越南人选择了年轻的中国男子进行阉割，使他们成为越南的太监奴隶。现代历史学家认为，这些被越南俘虏并阉割的中国人实际上是参与中越贸易的商人，而不是被风吹离航线，阉割他们是越南政府打击外国贸易的一部分。
1469年，从中国返回马六甲的几位来自马六甲苏丹国的马来使者被安南（越南）的黎朝袭击并俘虏。越南人将这些俘虏中的年轻人奴役并进行阉割。
1472年，《明实录》记载了一些南海县的中国人的船只被风吹离航线到越南后逃回中国，他们被迫在越南的军队中服役。这些逃亡者还报告说，他们发现多达100名中国男子仍然被扣押在越南，他们在船只被风吹离航线后被越南人俘虏并阉割。中国户部回应称，禁止中国平民和士兵出国到外国。通过阉割来惩罚囚犯体现着这一时期中国与越南的关系。
1499年，《明实录》记录了13名来自文昌的中国男子，包括名叫吴瑞的年轻人在从海南到广东钦州府（钦州）的途中，他们的船被风吹离航线，最终靠近越南海岸。在成化皇帝统治期间（1447-1487年），他们中的12人被奴役为农业劳工，而最年轻的吴瑞（吴瑞）被选为太监，因为他是唯一的年轻人，并成为升龙越南皇宫的太监侍从。在多年的服务后，他在1497年越南统治者去世时被提升为北越的军事职位。一名士兵告诉他一条逃回中国的路线，吴瑞逃到了龙州。地方官员计划将他卖回越南，但吴被凭祥县长救出，然后被送往北京在宫廷中担任太监。
《大越史记全书》记载，1467年在大越安邦省（现广宁省）的一艘中国船被风吹离航线，冲上了岸。这些中国人被拘留，不允许回到中国，这是黎圣宗的命令。 这一事件可能与吴瑞被俘虏的事件相同。
在阮朝，诗人胡春香在她的诗中嘲讽太监，以此作为对政府的批评。
在越南，平民被禁止进行阉割；只有高社会地位的成年男子可以被阉割。大多数太监是天生的。越南政府规定，出生时有生殖器缺陷的男孩必须向官员报告，以换取该镇免除强制劳动。男孩在十岁时可以选择成为太监官员或为宫廷女性服务。这项法律在1838年阮朝时期实施。 胡志明市的紫禁城内，唯一被允许进入的男性是皇帝和他的太监。
越南太监的存在被法国殖民者用来贬低越南人。

### 美国
在1778年，托马斯·杰斐逊在弗吉尼亚州写了一项法案，将强奸、一夫多妻或鸡奸的惩罚从死刑减为阉割。 多年来，美国多个州通过了关于对性犯罪者进行化学阉割的法律，但没有一个州规定强制阉割。2016年，阿拉巴马州立法者史蒂夫·赫斯特提出了一项法案，要求某些性犯罪的犯罪者在从州监禁中释放前必须进行阉割。
1969年的一项研究发现，在堪萨斯州同一设施中，阉割后的男性平均寿命延长了14年。
1983年，法官C. 维克托·派尔判处三名被判强奸罪的男性选择30年监禁或阉割。 然而，南卡罗来纳州最高法院裁定，阉割选项太过残酷，这些人最终被判处监禁。

## 预防犯罪
在许多国家，化学或外科阉割是性犯罪者在从监狱释放前的必要条件。阉割可能是自愿的，也可能是强制的。这被认为可以防止未来的犯罪。美国和欧洲国家已有超过80年的相关报告（化学阉割约30年）。 这种治疗的有效性和伦理问题受到广泛争议。
一种“临时”化学阉割已被研究并开发为几种重复性犯罪（如强奸或其他与性有关的暴力行为）的预防措施和惩罚手段。 在同性恋被刑事定罪或被视为精神疾病的情况下，化学阉割曾被用于同性恋者，例如艾伦·图灵的案例。
在现代，捷克共和国对被定罪的性犯罪者实施外科阉割。根据欧洲人权理事会编制的报告，在截至2008年4月的10年中，中欧国家至少对94名囚犯进行了身体阉割。捷克共和国辩称这种程序是自愿和有效的。 根据布拉格波尼采精神病医院院长马丁·霍利博士的说法，近100名被身体阉割的性犯罪者中没有人再犯。 一名连环犯罪者表示，阉割是他“做过的最好的决定”： “一方面你必须保护潜在的受害者，另一方面我希望保护自己，我希望过上正常人的生活。” 纽卡斯尔大学神经科学研究所教授唐·格鲁宾也负责英国司法部支持的化学阉割项目，最初反对物理阉割。然而，在访问捷克共和国后，他同意某些形式的阉割可能对某些性犯罪者有益。
2020年，巴基斯坦控制的克什米尔通过了一项法案，允许对被定罪的儿童性侵犯者进行化学或外科阉割。
2020年，尼日利亚众议院否决了一项呼吁对被定罪的强奸犯进行外科阉割的动议。 但该政策仍有支持者。
2024年，路易斯安那州成为美国第一个允许法官对性犯罪者判处阉割的州。 之前，在几个州，被定罪的犯罪者可以选择阉割，包括作为假释的前提条件。然而，如果选择继续服刑，他们不会被强制阉割。

### 批评
一些犯罪学家认为，与未被阉割的男性性犯罪者相比，被阉割的男性性犯罪者报告的较低再犯率并不能确凿证明是阉割的生物学效应，而可能由其他因素解释。一个由博弈论提出的因素是，那些愿意接受阉割以获得较短刑期的男性比那些不愿为自由付出代价的人更重视自由。这一假设可以解释他们表面上较低的再犯率，原因是他们更努力地隐藏犯罪证据，并认为假释释放的是那些只是更有效地隐藏犯罪而并非不太可能再次犯罪的罪犯。这些犯罪学家还认为，警察调查人员将被阉割的男性视为比未被阉割的男性更不可能再犯，可能导致调查偏见和自我应验预言。

## 酷刑与战争罪

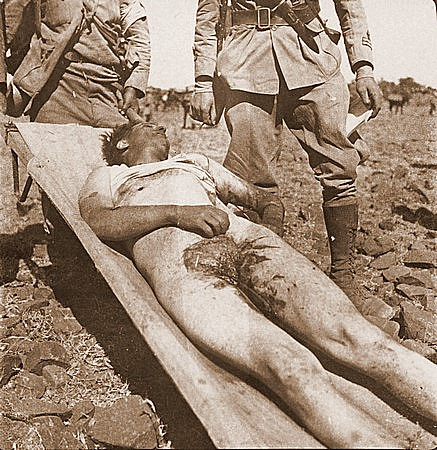
在第二次意大利埃塞俄比亚战争期间被阉割的意大利士兵。

从古代到21世纪，阉割和其他形式的男性生殖器切割一直被用于对敌军士兵和平民的酷刑。 有时这种做法针对活着的男孩和男人，有时则针对尸体。
在埃塞俄比亚，战败敌人的阉割和将身体部位作为战利品的传统由来已久， 在第二次意大利埃塞俄比亚战争（1935–1937）期间，埃塞俄比亚军队也实施了阉割。 意大利飞行员蒂托·米尼蒂（Tito Minniti）据称是这种做法的受害者之一。
一名英国皇家空军军官G. C. Gardiner在叙利亚迫降后被阉割。 在茅茅起义期间，有报告称英国安全部队在拘留营中对肯尼亚被拘者进行阉割。
在2022年俄罗斯入侵乌克兰期间发布的一段视频显示，俄罗斯士兵用开箱刀阉割一名乌克兰俘虏。这引发了国际社会对俄罗斯军队在战时使用酷刑的谴责。 此外，还出现了许多关于俄罗斯军队对乌克兰战俘进行阉割的其他案例。 据检察官称，已记录的俄罗斯占领军对乌克兰男性进行性暴力的案件有101起，其中包括赫尔松地区的50起。但这几乎肯定是严重低估的，因为专家表示，男性往往不愿报告性暴力。 当乌克兰城市被解放时，揭露了俄罗斯军队的可怕暴行，包括阉割，企图恐吓和瓦解乌克兰人民的斗志。

## 音乐
在欧洲，当罗马天主教会不允许女性在教堂或大教堂合唱团中唱歌时，男孩会被阉割以培养特殊的高音域，防止他们的声音在青春期时发生变化。最早提到“阉人歌手”的文件是1550年代的意大利教会记录。 在巴洛克和古典音乐时期，这些歌手也受到歌剧作曲家的高度赞赏。莫扎特的《Exultate Jubilate》、阿莱格里的《怜悯经》以及其他现在由女高音和反男高音演唱的作品，最初都是为“阉人歌手”创作的。亨德尔的《弥赛亚》中的一些高音部分最初也是由“阉人歌手”演唱的。著名的阉人歌手包括法里内利、塞内西诺、乔凡尼·卡雷斯蒂尼和卡法雷利。最后一位真正的“阉人歌手”是亚历山德罗·莫雷斯基（1858–1922），他曾在西斯廷礼拜堂合唱团服务。 直到19世纪末，罗马天主教会才正式谴责培养“阉人歌手”的做法。在现代，墨西哥的哈维尔·梅迪纳是唯一一位能够以阉人歌手身份表演的专业歌剧歌手，因为他在青春期前因癌症治疗而被迫进行了化学阉割。

## 宗教

### 印度教
在南亚，许多海吉拉（第三性）生活在由大师领导的组织严密的社区中。只有在印度教的宗教背景下，才能理解海吉拉作为性别模糊类别的力量。在某些印度教信仰、仪式和艺术中，男女合一或雌雄同体的力量是一个经常出现且重要的主题。海吉拉主要崇拜的神祇巴胡查拉·玛塔，特定地与变装和跨性别有关。

### 基督教
在《马太福音》中，拿撒勒的耶稣在关于避免通奸和离婚的讨论中提到阉割，提到有些人是被迫阉割或天生如此，而另一些人则出于保持贞洁的愿望自愿“使自己成为太监”（马太福音19:1-12）。鉴于耶稣经常使用比喻和夸张，例如路加福音9:62，天主教会广泛地阻止将此段落理解为推荐字面上的“自我阉割”。这与耶稣（作为拉比）宣称要遵守摩西律法是一致的，例如马太福音5:17，而律法也不鼓励字面上的阉割（申命记23:1）。然而，耶稣在自己的言论中并未谴责以上任何一种情况。在使徒行传8:34-39中，传福音者腓力为一个太监施洗，展示了他对被阉割者的接纳。
325年第一次尼西亚公会议的第一条教规禁止教士在“身体健康时”自愿阉割自己，但自由地接受那些被他人强迫阉割、因病或需要而阉割或天生为太监的人。
保罗在反对关于割礼的自义时，在加拉太书5:12中说：“至于那些搅扰你们的人，但愿他们把自己割绝了！”
著名的基督教太监（或被认为是太监的人）包括：
- 俄利根，据尤西比乌斯的教会历史所述，他根据对《马太福音》19:12以及马太和马克福音中其他似乎支持自愿截肢以避免犯罪的段落的理解阉割了自己，尽管这一故事存在一些疑问。菲利普·沙夫认为这一记载是真实的，但引述费迪南德·克里斯蒂安·鲍尔等人的反对意见。[118] 俄利根在其《原理》中反对对马太和马可福音的文字解释。
- 主教撒狄的墨利托（约180年去世），据凯撒利亚的尤西比乌斯的教会历史记载，他是一个太监，尽管在泰拉尼乌斯·鲁菲努斯对尤西比乌斯的拉丁语翻译中，“童贞”一词被替换了。
- 波士顿·科贝特，他受同一段经文19:12启发而阉割了自己（科贝特是19世纪的美国士兵，被普遍认为是射杀约翰·威尔克斯·布斯的人）。
- 斯科普特教派，一个1760年代成立的俄罗斯精神基督教运动的分支。

### 犹太教
犹太教严格禁止对人或动物进行阉割。《申命记》23:1规定被阉割的人被逐出以色列会众；他们被禁止结婚或如果已婚必须与妻子离婚（虽然允许被阉割者与改信犹太教的女性结婚或继续保持婚姻关系）。阉割相关的法律也适用于不可逆或未逆转的输精管切除术以及所有其他导致精液流动功能永久失效且无修复希望或无修复意愿的情况。
以赛亚书56:3-5以一种积极欢迎的方式提及遵守神律法的太监。“不要让与耶和华联合的外邦人说，耶和华必定会将我从祂的百姓中隔绝；不要让太监说，看哪，我是枯树。因为耶和华如此说，‘那些持守我安息日，选择我所喜悦的事，坚守我约的太监，我必在我的殿中和墙内，赐给他们比儿女更美好的名，我要赐给他们永远的名，不能剪除。’”
根据拉希的说法，含（Kham）阉割了他的父亲挪亚，并因此受到诅咒。
在犹太教中，被阉割的动物被认为不适合在耶路撒冷圣殿中进行祭祀（Lev 22:24）。被阉割的祭司成员被禁止进入圣殿的某些部分，靠近祭坛或进行祭祀，尽管他们可以吃他们的供物份额并接受祭司和利未人的礼物（利未记 21:16–24）。

### 伊斯兰教
穆斯林征服波斯以及后来的阿拉伯-拜占庭战争和印度次大陆的穆斯林征服使他们接触到了太监。到八世纪，哈里发宫殿中有许多太监奴隶，这些奴隶的价格非常昂贵。随着时间的推移，发展出了一条稳定的太监贸易路线，将奴隶带到西班牙或非洲进行阉割，因为穆斯林禁止进行阉割。太监被用于管理后宫，担任调解人或奴仆角色，但他们也可以晋升为值得信赖的顾问或军事指挥官。:75
在伊斯兰教中，阉割被视为一种罪行，无论是对自己还是对他人进行阉割都是严格禁止的。 在穆斯林世界的奴隶历史中，相当一部分男性奴隶是作为太监进口的。Levy指出，根据《古兰经》和伊斯兰传统，这种阉割是令人反感的。一些法学家如贝达维认为阉割是对身体的残害，并规定了防止阉割的法律。然而，在实际操作中，阉割是频繁发生的。 在十八世纪的麦加，大多数太监都在清真寺中服务。

## 医学后果
在青春期之前被阉割的个体将保持高音，并受到性腺功能减退症的影响，包括非肌肉型体格、幼稚型阴茎、没有胡须、皮下脂肪较多。他可能会比平均身高更高，四肢较长，这种现象被称为“太监外观”，因为青春期性激素的产生，特别是通过睾酮芳香化酶转化为雌激素，停止了长骨的生长，即骨成熟的过程。该个体可能缺乏男性腋毛分布，并可能发展成女性型的阴毛分布。他们的性欲可能很低或根本没有。
阉割可以阻止男性型脱发的进程。然而，如果头发重新生长的话，可能仅限于阉割前不久脱落的头发。
历史上，许多额外接受了阴茎切除术的太监据报道由于阴茎的切除而出现尿失禁。
对朝鲜王家宫廷中81名历史太监的研究发现，与社会经济背景相似的未阉割男性相比，这些太监的寿命增加了14至19年；这些太监的百岁老人率超过3%。

## 化学阉割
在化学阉割的情况下，需要定期注射抗雄激素。化学阉割并不会实际移除受试者的睾丸或卵巢，也不属于绝育的一种形式。
随着化学阉割的出现，物理阉割在人类中已被广泛取代，尽管有些人自愿进行了这一手术。

## 对动物

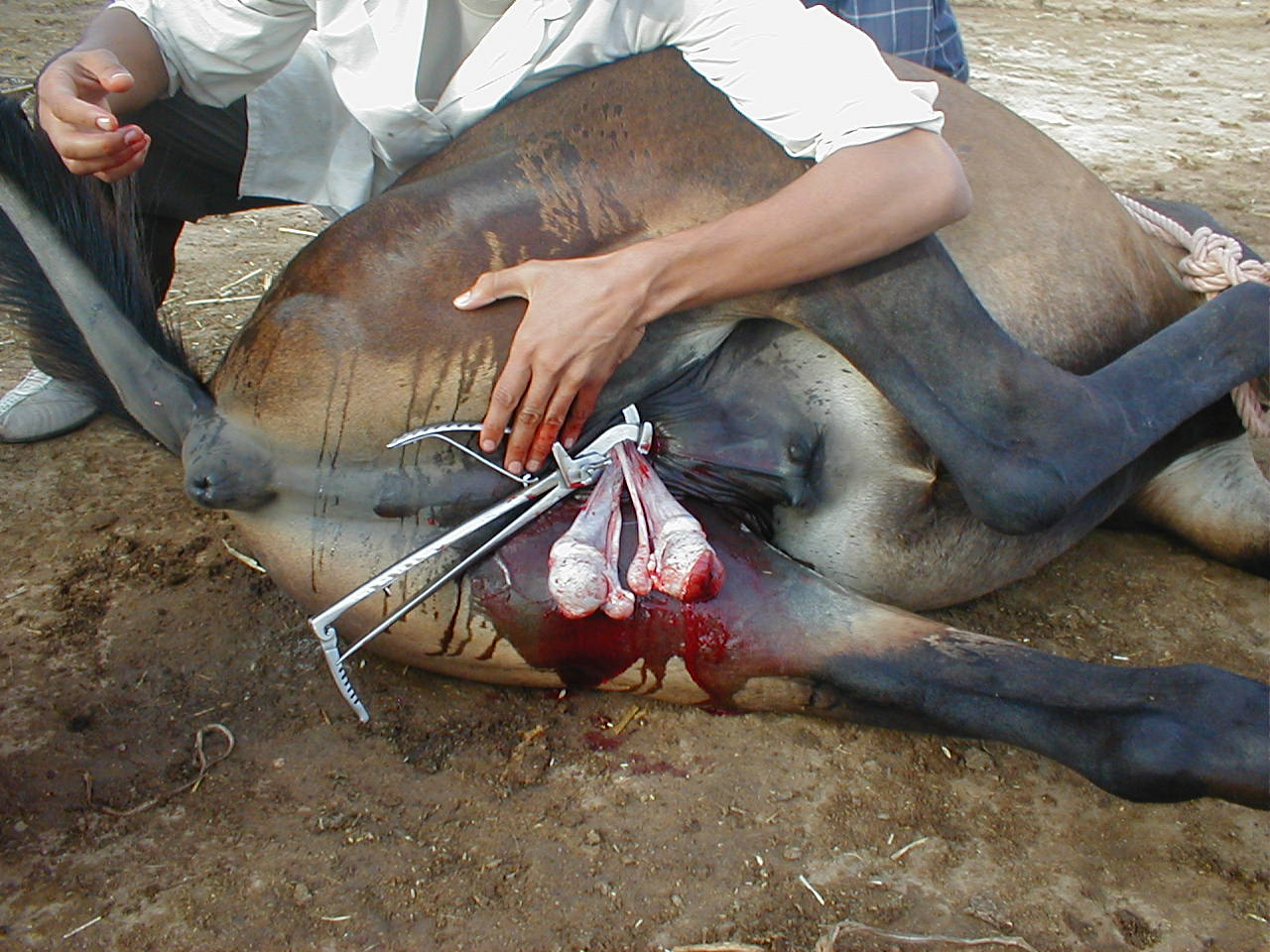
將馬按倒在地並固定生殖器，以便進行閹割

人类常常对不用于繁殖的家养动物进行阉割。家养动物通常被阉割是为了避免不想要的或无法控制的性繁殖；减少或防止其他动物性行为的表现，例如保护牧群免受人类和其他威胁，或牧群内的攻击行为（例如，整个（未阉割）的雄性之间的打斗）；或减少性行为的其他后果，这些后果可能会使动物养殖变得更加困难，例如在尝试接近附近的雌性时破坏围栏。
雄性马通常使用阉割钳进行阉割（阉割），因为种马相当具有攻击性和麻烦。同样，雄性骡子虽然是无生育能力的，也需要进行阉割。阉割雄性牛有助于改善育肥和驯化，或者用于役牛。用于繁殖的个体保持完整并用于繁殖：当它们被出售时，它们可能会获得更高的价格。
家畜在用作食品时可能会被阉割，以防止无序繁殖，控制攻击性，并提高肉质和尸体质量。 在家猪中，未阉割雄性产生的不良气味或污染称为公猪气味，这是由于性成熟后动物脂肪组织中储存的雄甾烯酮和粪臭素浓度引起的。 公猪气味仅在少数猪中发现，可以通过选择性育种、饮食和管理来控制。 当脂肪被加热时，它会释放出一种特殊的气味和味道，消费者普遍认为这不合口味。 因此，在商业肉类生产中，雄性猪要么在出生后不久被阉割，要么在它们达到性成熟前被屠宰。 最近在巴西的研究表明，阉割猪是没有必要的，因为大多数猪并没有“公猪气味”。这是因为许多品种的猪根本没有公猪气味的遗传特征，而且猪通常在年轻的市场重量时被屠宰。
对于宠物，阉割通常称为绝育，并被鼓励以防止社区中不受欢迎的动物过度繁殖，并减少某些疾病，如雄性狗的前列腺疾病和睾丸癌（雌性宠物的卵巢切除术通常称为绝育）。狗的睾丸癌很少见，而且阉割的雄性狗在年老时前列腺问题也相对普遍。 绝育个体与未阉割的雄性相比，患前列腺问题的风险要高得多。阉割的雄性猫更容易在尿道中形成阻塞，从而在一定程度上阻止它们排尿。

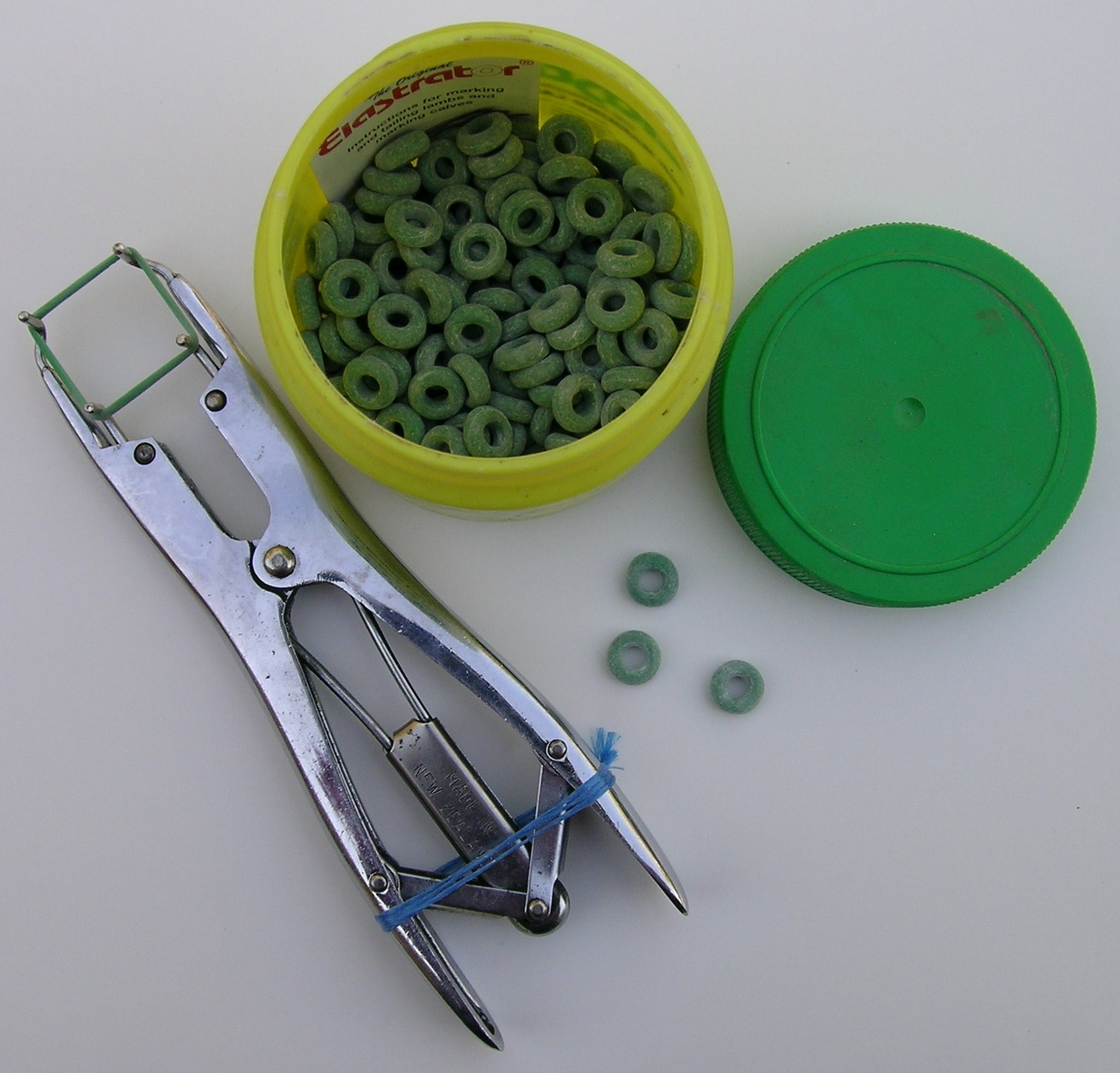
用于弹性阉割的橡皮圈和钳子

兽医阉割的方法包括立即外科切除、使用弹性阉割器工具在睾丸周围固定一个环以中断血液供应、使用Burdizzo工具或阉割器夹碎输精管以中断血液供应、药理学注射和植入物以及免疫学技术来接种动物对其自身性激素的免疫。
某些通常通过阴囊阉割进行手术处理的动物，如马和猪，可以在动物站立时进行手术，同时使用镇静剂并在局部麻醉后进行。而其他动物，如狗和猫，在手术阉割时通常是麻醉并卧位进行，狗采用阴囊前切口，而猫则使用阴囊前或阴囊切口。
历史上，对牛的阉割通常不使用止痛药，因此所有的阉割方法都会引起疼痛和痛苦，可以通过尽早进行阉割来尽量减少，最好在出生的第一周内进行。加拿大《牛肉牛护理和处理行为规范》要求自2018年起，对六个月以上的犊牛进行阉割时必须使用止痛措施。
在兽医实践中，“开放式”阉割指的是切开并不缝合腹股沟鞘的阉割。“闭合式”阉割指的是在切开腹股沟鞘后将其缝合在一起的手术。

## 相關
- 阉伶
- 結紮
- 絕育
- 半去势
- 残割女性生殖器
- 性別重置手術